# 1975 SO1
1975 SO1 är en asteroid i huvudbältet som upptäcktes den 30 september 1975 av den amerikanska astronomen Schelte J. Bus vid Palomarobservatoriet.